# بمب‌افکن هواپیمابر نوع ۹۹
بمب‌افکن هواپیمابر نوع ۹۹ (به ژاپنی: 九九式艦上爆撃機) (عنوان اختصاری: D3A) یک هواگرد ناوپایه تک‌موتوره از نوع بمب‌افکن شیرجه‌ای ساخت شرکت آیچی کوکوکی در امپراتوری ژاپن بود. این هواگرد نخستین پروازش را ماه ژانویه سال ۱۹۳۸ انجام داد و در جنگ جهانی دوم در نیروی دریایی امپراتوری ژاپن به صورت گسترده مورد استفاده قرار گرفت.

## طراحی و تولید
طراحی این هواگرد سال ۱۹۳۶ پس از مطالعات فراوان شرکت آیچی کوکوکی بر هواگردهای آلمانی هائی ۶۶، هائی ۷۰ و هائی ۷۴، انجام گرفت. این نخستین بمب‌افکن تک‌باله بال‌پایین تمام فلزی در امپراتوری ژاپن بود. مدل اولیه (D3A1) از یک موتور کینسی ۴۴ با توان ۱۰۷۵ اسب بخار استفاده می‌کرد. تولید این مدل از سال ۱۹۳۷ آغاز و تا سال ۱۹۴۲ مجموعاً ۴۷۸ فروند از آن از تکمیل شد. خط تولید این سال با مدل ثانویه (D3A2) با نیرو محرکه قدرتمندتر جایگزین شد. مجموعاً ۸۱۶ فروند هم از این مدل تولید شد تا این که کار تولید هواگرد در سال ۱۹۴۴ متوقف شد.
هواگرد بدنه‌ای مستحکم برای تاب‌آوری در هنگام شیرجه داشت. با تحرک‌پذیری بالا می‌توانست پس از رها کردن بمب‌ها با جنگنده‌های دشمن وارد درگیری شود.

## مشخصات فنی
D3A2:
مشخصات عمومی
- خدمه: ۲ نفر
- طول: ۱۰٫۲۳ متر
- طول بال: ۱۴٫۳۵ متر
- ارتفاع: ۳٫۳۳ متر
- وزن خالی: ۲٬۶۲۰ کیلوگرم
- وزن بارگزاری‌شده: ۳٬۸۰۰ کیلوگرم

D3A1

- نیرومحرکه: ۱ × موتور شعاعی میتسوبیشی کینسی ۵۴: ۱٬۳۰۰ اسب بخار

عملکرد
- حداکثر سرعت: ۴۲۸ کیلومتر بر ساعت در ارتفاع ۵٬۶۵۰ متری
- سقف پرواز: ۱۰٬۸۸۰ متر
- برد: ۱٬۵۶۰ کیلومتر

تسلیحات
- ۲ × مسلسل ۷٫۷ میلی‌متری ام‌گه ۱۵
- حداکثر ۳۷۰ کیلوگرم بمب